# Ка Матео (Лука)
Ка Матео је насеље у Италији у округу Лука, региону Тоскана.
Према процени из 2011. у насељу је живело 68 становника. Насеље се налази на надморској висини од 339 м.